# Lamin Jadama
Lamin Jadama (* 1. Januar 1963) ist ein gambischer Politiker.

## Leben
| Parlamentswahl | Stimmen | Stimmanteil |
| -------------- | ------- | ----------- |
| 2007           | 1.515   | 63,02 %     |
| 2012           | 1.359   | 51,26 %     |

Lamin Jadama trat bei der Wahl zum Parlament 2007 als Kandidat der Alliance for Patriotic Reorientation and Construction (APRC) im Wahlkreis Niamina West in der Janjanbureh Administrative Area an. Mit 63,02 % konnte er den Wahlkreis vor Samba Baldeh (NRP) für sich gewinnen. Zu den Wahlen zum Parlament 2012 trat Jadama im selben Wahlkreis erneut an. Mit 51,26 % konnte er den Wahlkreis erneut gegen Samba Baldeh gewinnen. Zu der Wahl zum Parlament 2017 trat Jadama nicht als Kandidat an.
Anfang September 2023 wurde Jadama als Nachfolger von Ousman Sowe als Generaldirektor des gambischen Nachrichtendienst, dem State Intelligence Services (SIS) berufen. Er war zuvor stellvertretender Generaldirektor.